# Clephydroneura dasi
Clephydroneura dasi là một loài ruồi trong họ Asilidae. Clephydroneura dasi được Parui & Das miêu tả năm 1994. Loài này phân bố ở miền Ấn Độ - Mã Lai.